# Filipp Woronkow
Filipp Woronkow (ur. 25 marca 1983) – rosyjski siatkarz grający na pozycji atakującego.

## Sukcesy klubowe
Puchar CEV:
- 2007

Mistrzostwo Rosji:
- 2018
- 2009, 2012

Puchar Rosji:
- 2010, 2011

Liga Mistrzów:
- 2013